# Carlos Guirland
Carlos Alberto Guirland Báez (ur. 18 września 1961 w San Ignacio) – piłkarz paragwajski grający podczas kariery na pozycji pomocnika.